# زهور حسين (ممثلة)
زهور حسين (29 ديسمبر 1979 -)، ممثلة بحرينية.

## حياتها الفنية
بدأت حياتها الفنية كموديل في الفيديو كليب ثم دخلت مجال التمثيل وقدمت أدوارها بالعديد من الأعمال التلفازية، وكان من أبرز هذه الأدوار بمسلسل أخواني أخواتي، وهو مسلسل سعودي إنتج بعام 2005 ومن بطولة فايز المالكي ومحمد العيسى وفخرية خميس حيث قدمت شخصية شقيقتهم الصغرى. ابتعدت عن الفن لأسباب غير معلومة منذ عرض آخر أعمالها مسلسل قلب أبيض عام 2009.

## أعمالها[3]

### من المسلسلات
- تالي العمر.
- أخواني أخواتي.
- صور من الحياة.
- ماكو فكة.
- أخوات موسى.
- لحظة ضعف.
- المقاريد.
- الساكنات في قلوبنا - جزئين.
- أسوار - الجزء الثاني.
- هوامير الصحراء.
- قلب أبيض.
- جاري يا حمودة.
- أيام السراب.
- 37 درجة مئوية.
- طاش ماطاش.

## روابط خارجية
- زهور حسين على موقع قاعدة بيانات الأفلام العربية